# Allgäu

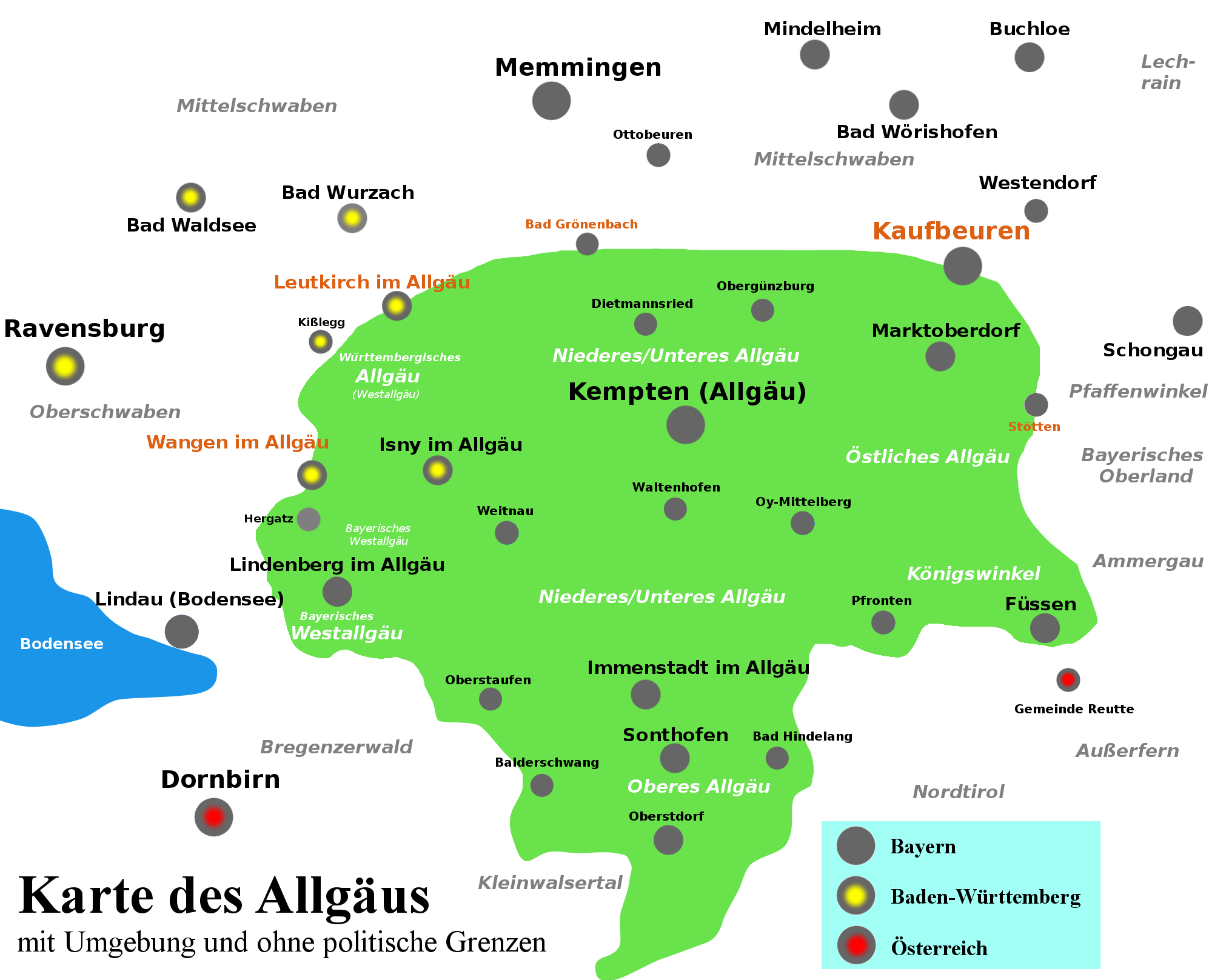
Allgäu.

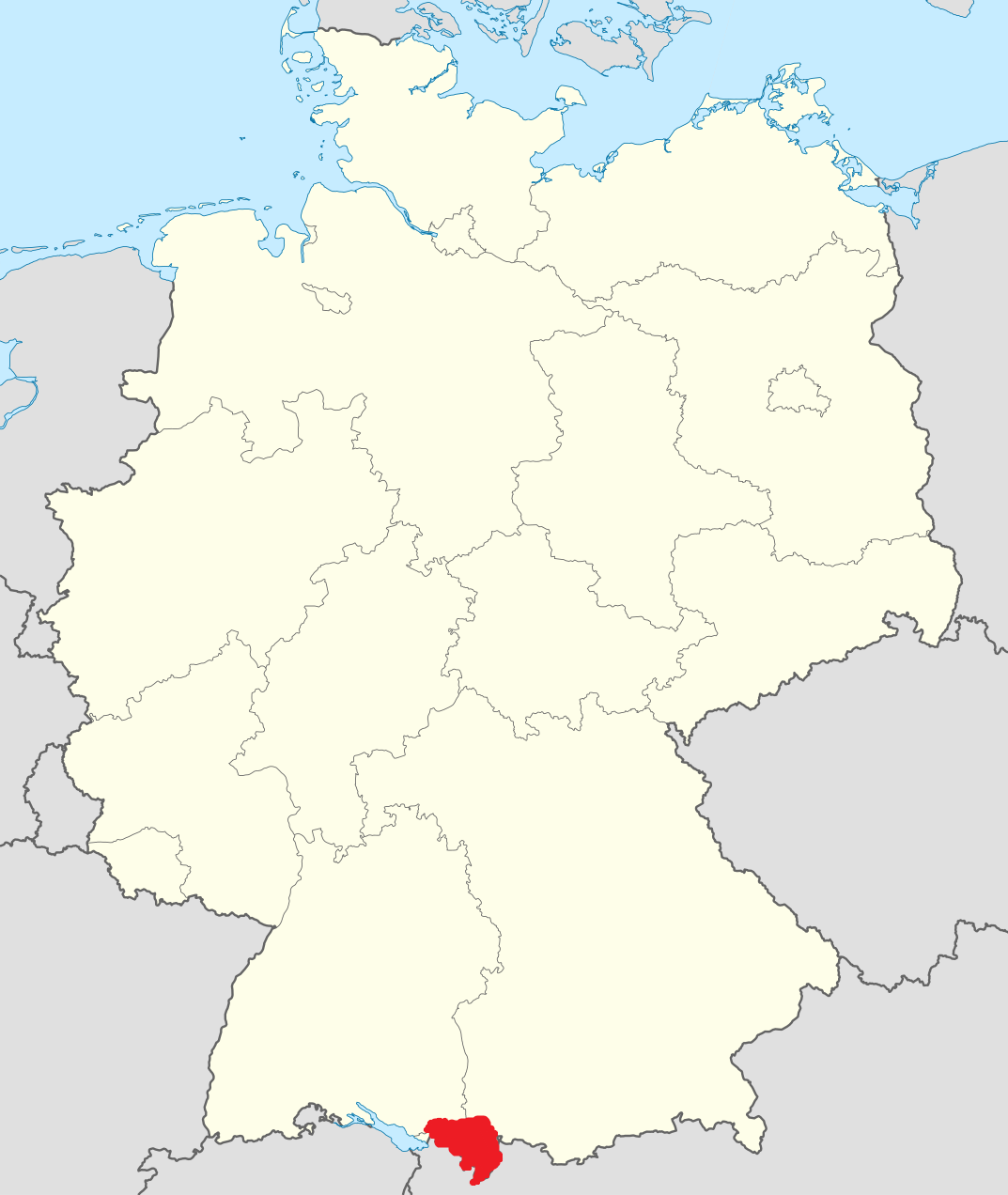
Localisation (en rouge) de l'Allgäu sur la carte de l'Allemagne.

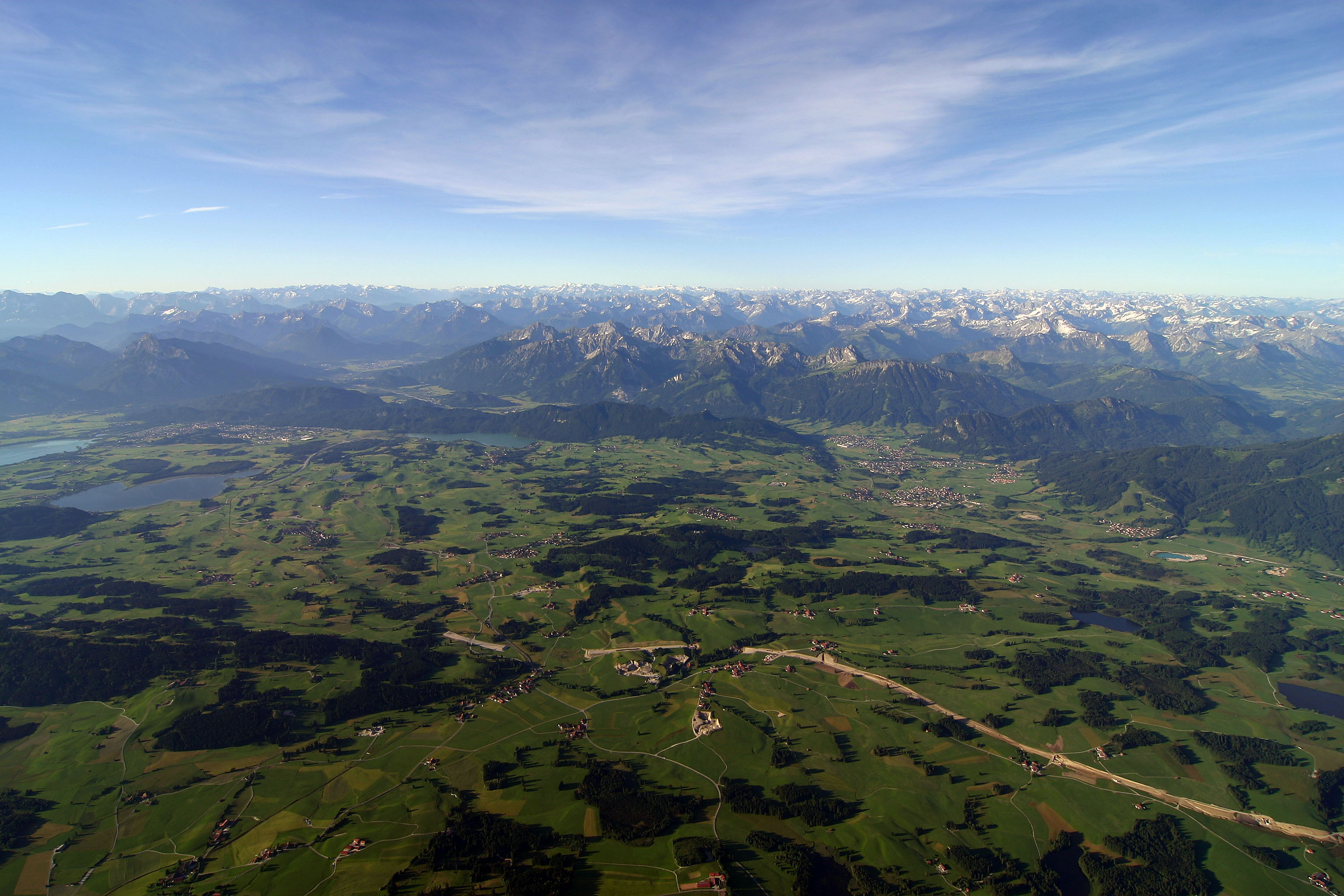
La vallée et les Alpes d'Allgäu.

L’Allgäu (/ˈalɡɔʏ/, "al-go-ï") est un territoire s'étendant au sud-ouest de la Souabe bavaroise ainsi que dans une petite partie du sud-est du Bade-Wurtemberg.

## Géographie
Les Alpes d'Allgäu font partie de la chaîne du Vorarlberg, entre les Alpes tyroliennes, le Lech et le lac de Constance. Elles donnent leur nom au pays environnant.

## Subdivisions culturelles et administratives

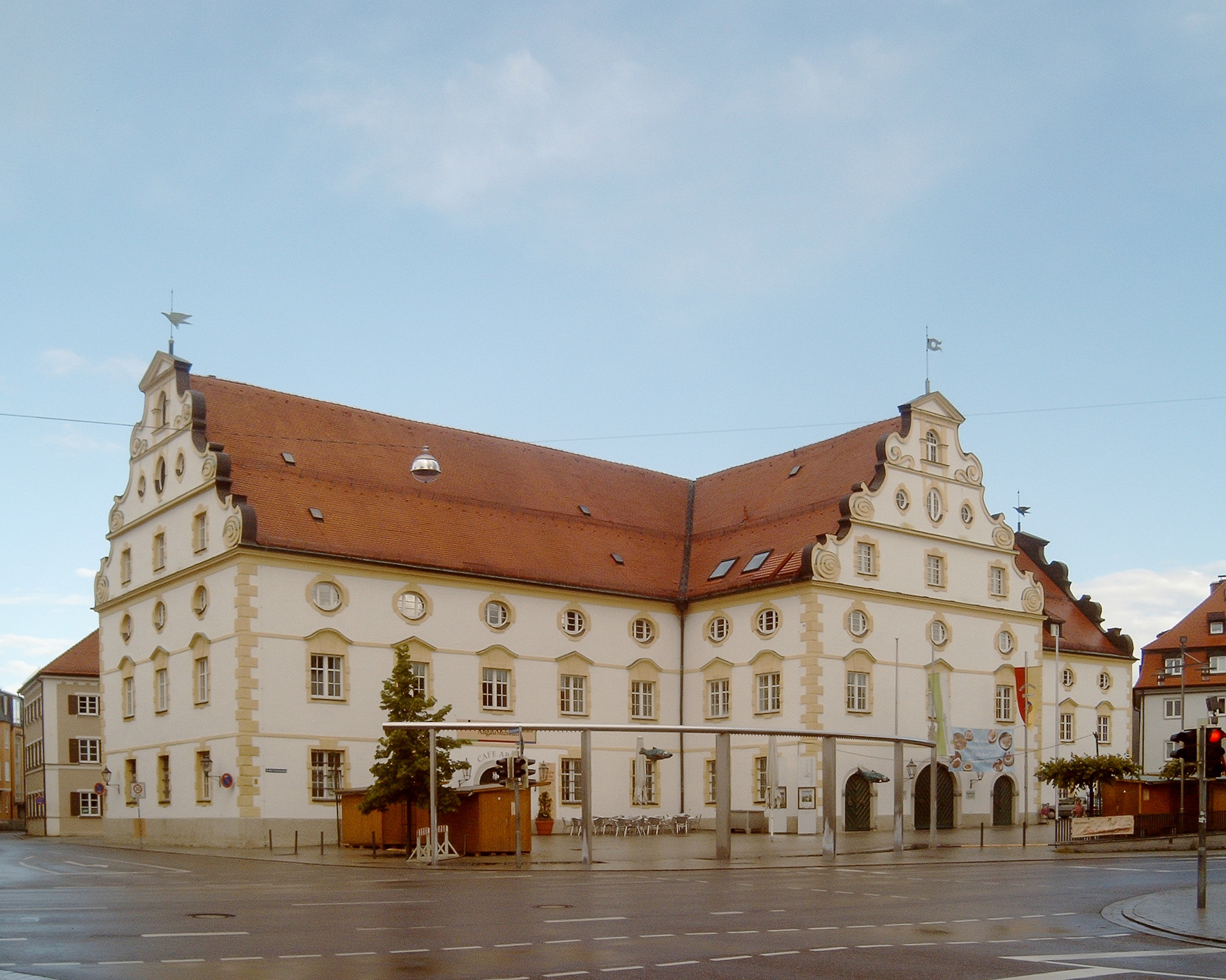
Kempten, musée : Allgäu-museum.

L’Allgäu est une région naturelle et culturelle subdivisée en quatre grandes sous-régions :
- le Haut-Allgäu (Oberallgäu), un arrondissement (Landkreis) dans le district administratif (Regierungsbezirk) de la Souabe (Schwaben) dans l'État (Land) de Bavière (Bayern) ;
- l’Allgäu-Oriental (Ostallgäu), un arrondissement (Landkreis) dans le district administratif (Regierungsbezirk) de la Souabe (Schwaben) dans l'État (Land) de Bavière (Bayern) ;
- l’Allgäu-Occidental (Westallgäu), qui correspond à une région naturelle et culturelle couvrant :
  - l'arrondissement (Landkreis) de Lindau (Lindau), sur la partie orientale de la rive nord du lac de Constance (Bodensee), dans le district administratif (Regierungsbezirk) de la Souabe (Schwaben) dans l'État (Land) de Bavière (Bayern) ; et
  - le sud-est du district administratif (Regierungsbezirk) de Tubingue (Tübingen) dans l'État (Land) du Bade-Wurtemberg (Baden-Württemberg), dans la petite partie orientale de sa région de planification du Lac-de-Constance-Haute-Souabe (Bodensee-Oberschwaben) ainsi que le sud-est de celle du Danube-Iller (Donau-Iller), à laquelle appartiennent aussi les trois premiers arrondissements de l'État (Land) de Bavière (Bayern).

Les villes de Kempten et Kaufbeuren qui étaient les villes principales des arrondissements précédents du district administratif (Regierungsbezirk) de la Souabe (Schwaben) dans l'État (Land) de Bavière (Bayern), sont devenues aujourd'hui des villes-arrondissements autonomes (Stadtkreis) du district administratif, mais font encore partie de l’Allgäu culturel ; elles sont toutes les trois aussi dans la région de planification du Danube-Iller (Donau-Iller) partagée entre les deux États.
La ville bavaroise de Kempten est aussi celle la plus centrale de la région d'aménagement touristique (Urlaubsregion) de l’Allgäu : cette région touristique correspond à la partie alpine dans le quart nord de la région culturelle, hors des environs immédiats du lac de Constance, elle couvre également les deux États. Cette région touristique est parfois aussi appelée « Allgäu central » (Mittelallgäu) et couvre uniquement en Bavière les arrondissements du Bas-Allgäu et du Haut-Allgäu (et une petite partie de celui de l’Allgäu-Oriental), et ceux du sud-est du Bade-Wurtemberg situés sur la région du Danube-Iller.

## Villes principales
Les principales villes de l’Allgäu sont Kempten im Allgäu, Wangen et Kaufbeuren.

### Langues
L’allemand est la langue officielle de l’Allgäu, mais le dialecte régional est l'alémanique (souabe).

## Économie
Les éleveurs de l'Allgäu ont fait de leurs montagnes une grande région fromagère et les traditions agricoles restent fortes, comme en témoignent les festivités au retour des alpages à la mi-septembre et les marchés où les vaches à la robe brun châtaigne de race Allgäu (Deutsches Braunvieh) côtoient les Haflingers, chevaux nés dans le Tyrol voisin.

## Source partielle
Marie-Nicolas Bouillet  et Alexis Chassang (dir.), « Allgäu » dans Dictionnaire universel d’histoire et de géographie, 1878 (lire sur Wikisource)